# Rat u Darfuru
Rat u Darfuru bio je građanski rat u Darfuru, zapadnoj pokrajini Sudana, od 2003. do 2010. Za razliku od Drugog sudanskog građanskog rata, koji je bio religijski rat, ovo je etnički sukob. Ne-arapsko, crnačko muslimansko stanovništvo Darfura - Fur, Zaghawa i Masalit - pobunilo se protiv represije arapske, također muslimanske vlade u Sudanu i zahtijevalo neovisnost. Pokret za pravdu i jednakost (PPJ) i Nacionalna fronta iskupljenja (NFI) pokrenuli su oružani sukob protiv vlade. Janjaweed, okrutni militanti sastavljeni većinom od Arapa iz sjeverne regije Rizeigat, počinili su potom velike zločine protiv građana Darfura. Velik dio međunarodne zajednice okarakterizirao je te zločine militantnih Arapa kao čin genocida. Iako prema izvještaju UN-a iz 2005. ti "zločini nisu bili genocid", Međunarodni sud (MS (UN)) je svejedno u srpnju 2008. optužio sudanskoga predsjednika Omara al-Bašira za genocid i zločin protiv čovječnosti.
U sukobu je proginulo najmanje 178,000 ljudi te je prouzročio 2.7 milijuna izbjeglica.

## Kronologija

### 2003.
U veljači 2003., Sudanski pokret oslobođenja (SPO) i Pokret za pravdu i jednakost (PPJ) pojavili su se u Darfuru i napali vladine trupe. SPO i PPJ su objavili da su napadi bili oblik prosvjeda protiv neuspjeha vlade Sudana u očuvanju stanovnika sela od napada nomadskih skupina te ekonomskog zapuštanja regije. Nakon prvotnih naznaka da je vlada odlučila mirno riješiti problem, na kraju se ipak odlučila upotrijebiti silu, već od ožujka. To je bio početak sukoba.

### 2004.
Afrička Unija je u srpnju započela svoju promatračku misiju, AMIS, u Darfuru. Pokušala je osigurati mir za civile i dobavitelje humanitarne pomoći. Međutim, AMIS je imao snagu manje od 7,000 vojnika te je bio lagano naoružan, čime nije mogao stvariti te ciljeve.
18. rujna, Vijeće sigurnosti je izglasalo rezoluciju 1564, koja je osnovala povjerenstvo za procjenu sukoba u Darfuru. Chad je uspio uvući sudansku vladu i dvije pobunjeničke skupine, SPO i PPJ, što je dovelo do primirja 8. travnja. I Afrička je Unija potpisala primirje. Međutim, napadi Janjaweeda i pobunjenika su se nastavili neovisno o primirju.

### 2005.
U siječnju, povjerenstvo je objavilo dobro dokumentiran izvještaj prema kojem je u Darfuru bilo 1.6 milijuna raseljenih osoba a otprilike 200,000 izbjeglica je pobjeglo u Čad. Prema izvještaju, vladine snage i militanti su počinili dalekosežne ratne zločine, među kojima su ubojstva, mučenje, silovanje, masovna strijeljanja te nezakonito zatvaranje. Utvrđeno je da su Janjaweedi djelovali uz logističku potporu vlade Sudana.

### 2006.
Potpisan je darfurski mirovni sporazum između vlade Sudana i pobunjenika - SPO i frakcija Minni Minawi (MM). Međutim, od tada je samo nekolicina naoružanih frakcija također potpisala mirovni sporazum. Kontrola nekih vladinih područja Darfura predani su SPO-u i MM-u. 31. kolovoza, Vijeće sigurnosti odobrilo je rezoluciju o slanju novih mirovnih snaga u Darfur, međutim sudanska vlada je to odbila.

### 2007.
Međunarodni sud je optužio dvojicu Sudanaca - Ahmeda Harouna, ministra humanitarnih poslova, i Alija Kushaybija, vođu militanata - zbog 51 optužbe za zločine protiv čovječnosti u Darfuru. 
Vlada je odbila surađivati tako da su njih dvojica ostali slobodni. 31. srpnja, Vijeće sigurnosti je jednoglasno odobrilo rezoluciju 1769 koja odobrava slanje 26,000 pripadnika mirovnih snaga u mirovnu misiju u Darfur (UNAMID).

### 2008.
10. svibnja, pobunjenici Darfura pokrenuli su napad na glavni grad, Khartoum, što je uzrokovalo daljnu nestabilnost u regiji. Sudanska vlada nastavila je sa zračnim i kopnenim napadima na njih, bez ikakvog obzira na civile. U srpnju, Sudanski predsjednik al-Bašir je optužen od ICJ-a zbog "orkestriranja masakra u Darfuru". U listopadu, sudanska vlada uhitila je Alija Kushaybija, ali ga nije izručila ICJ-u nego je odlučila sama izvestu suđenje zbog mogućih zločina.

### 2009.
Al-Bašir putuje po afričkim državama kako bi pokazao da mu međunarodna zajednica ne može ništa. Jedino su Čad i Bocvana objavile da će ga uhititi stupi li na njihov teritorij. Sudan je optužio Čad za pomaganje pobunjenika.

### 2010.
23. veljače, nakon dugotrajnih pregovora, potpisan je mirovni sporazum.  SPO je pak odbio sporazum sve dok se ne razoružaju militanti sudanske vlade.

## Vanjske poveznice
- Darfur - nova epizoda građanskog rata u Sudanu  Arhivirana inačica izvorne stranice od 11. siječnja 2013. (Wayback Machine)